# Hotel Alex Johnson
El Hotel Alex Johnson es un hotel histórico en Rapid City, Dakota del Sur (Estados Unidos), que abrió sus puertas en 1928.
Es miembro de Historic Hotels of America, el programa oficial del National Trust for Historic Preservation.

## Historia
Fue construido por su homónimo, Alex Carlton Johnson, vicepresidente de Chicago & North Western Railroad.  La construcción comenzó el 19 de agosto de 1927, solo un día antes de que comenzaran las obras en el cercano Monte Rushmore y el hotel abrió el 1 de julio de 1928 y se inauguró oficialmente el 11 de agosto de 1928.  El edificio fue diseñado por los arquitectos de Chicago Oldefest & Williams.
Fue vendido a Eppley Hotel Company, en 1947. Esa cadena fue comprada por Sheraton Hotels and Resorts en 1956 y el hotel pasó a llamarse Sheraton-Johnson Hotel.  Sheraton vendió el hotel en 1965, pero continuó operándolo bajo un contrato de franquicia hasta 1968, cuando recuperó su nombre original.

## En medios
Se menciona numerosas veces en los diálogos de la película North by Northwest de Alfred Hitchcock de 1959 como el hotel donde se hospedará el misterioso George Kaplan. Hitchcock, Cary Grant y Eva Marie Saint se hospedaron mientras filmaban en el cercano Monte Rushmore. 